# Cellulóz

Cellulóz

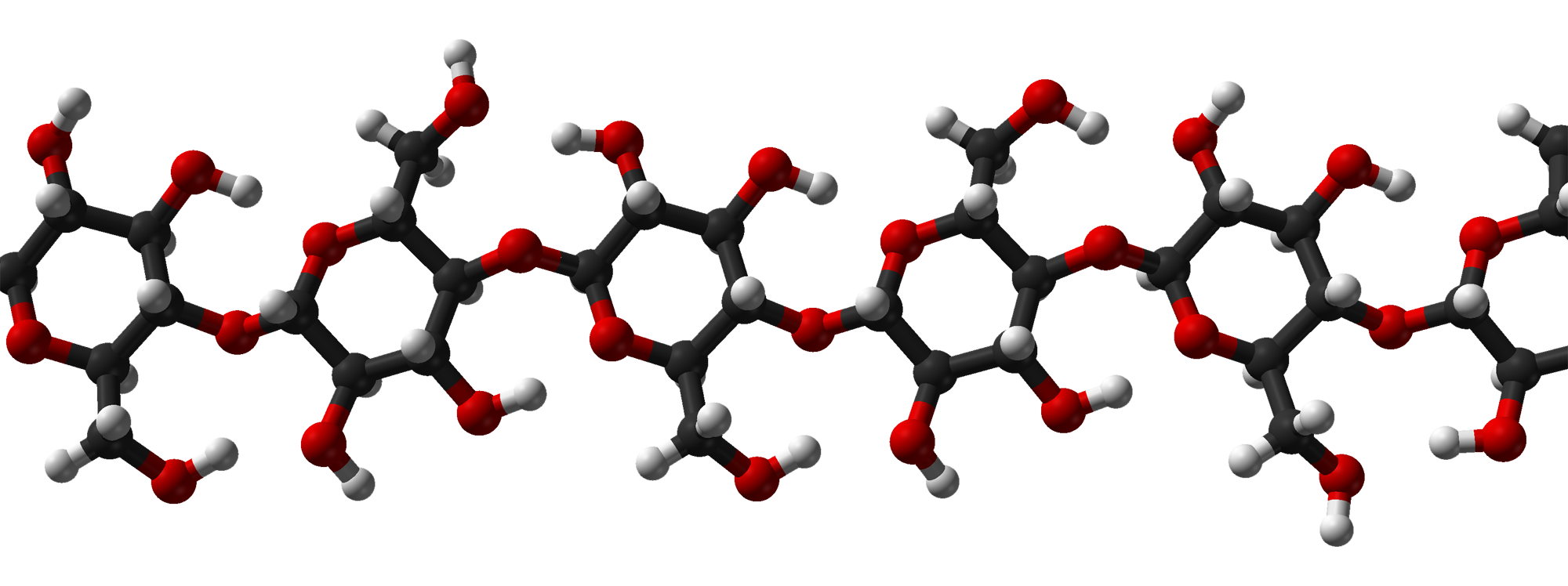
A cellulóz háromdimenziós szerkezete

A cellulóz (régiesen: sejtkeménye vagy sejtanyag) egy összetett szénhidrát, béta-D-glükózból származtatott poliszacharid. Képlete (C6H10O5)n, ahol n 10 000 körül van. A cellulóz a Földön előforduló leggyakoribb szerves anyag, mert a növények vázanyagának nagy része cellulóz. Pontosabban a fa 40%-a, a gyapot 50%-a, a len és a kender 80%-a. A vatta és a papír szinte 100%-ban cellulózmolekulákból áll.
A tiszta cellulóz fehér színű, szobahőmérsékleten szilárd anyag. Vízben, híg savban, híg lúgban és szerves oldószerekben nem oldódik, ezért kiváló vázépítő.
A név a latin cellula, azaz kamrácska szóból való.

## Eltérések a keményítőtől
A cellulóz annyiban különbözik a keményítőtől, hogy:
- A cellulózt több glükózegység építi fel, mint a keményítőt.
- A cellulóz béta-glükózegységekből épül fel (változó térállásban), míg a keményítő alfa-glükózegységekből áll.
- A cellulózmolekula lánc alakú, a keményítő pedig csavarra (hélix) emlékeztető.

## Lebontása
A cellulóz molekulájában béta-glükózegységek váltakozó térállásban (alsó és felső) kapcsolódnak össze, és lánc alakúvá formálódnak. A hosszú láncmolekulák hidrogénkötésekkel kapcsolódnak össze, melyek fonalszerűvé teszik a növényi rostokat. Ez annyira ellenálló, hogy csak erős savakkal vagy ammóniás réz-oxid oldattal lehetséges a bontása. Tömény savval főzve először cellobiózzá, majd a cellobióz szőlőcukorrá hidrolizál.
A fentebb soroltakon kívül csak néhány gomba, baktérium és rovar képes bontani. A kérődző állatok emésztőrendszere jellemzően tartalmaz olyan mikroorganizmust, mely enzimatikus úton lebontja a cellulózt. A termőtalajban is léteznek cellulózbontó baktériumok, melyek a cellulózt humusszá alakítják.

## Ipari felhasználása
Ipari felhasználása: papírgyártás, szálasanyag-gyártás (pl. viszkóz, acetát, triacetát), robbanóanyagok (lőgyapot), és celofán gyártása. A papíripar gyakran használja helytelenül a cellulóz kifejezést a kémiailag inhomogén cellulózrost jelölésére. A cellulózrost kémiai módosításával állítható elő a celofán. Az ókori Egyiptomban a selyemgyártásban is használatos volt. Később ezt az eljárást újra felfedezték (1820-1824), de túl költséges volta miatt nem alkalmazzák.

## Élelmiszeripari felhasználása
Az élelmiszerek széles skálájában megtalálható mint emulgeálószer, térfogatnövelő vagy diétás rostanyag. Napi maximum beviteli mennyisége nincs meghatározva. Az ember emésztőenzimei a lebontására nem képesek, a tápcsatornán felszívódás nélkül halad át. Nagy mennyiségben fogyasztva puffadást, hasmenést okozhat.